# André Minhorst
André Minhorst (* 1971) ist ein deutscher Autor von Fachbüchern und Artikeln zum Thema MS Access.

## Leben
Diplom-Ingenieur André Minhorst studierte Maschinenbau an der Universität Duisburg-Essen und beschäftigt sich seitdem insbesondere mit Datenbanken. Fachbeiträge von ihm erscheinen regelmäßig in Fachzeitschriften wie c’t, dotnetpro und Access im Unternehmen.

## Werke
- Für Ihren Erfolg im Unternehmen Access 2002. WRS Verlag, Planegg 2001.
- Das Access-2003-Entwicklerbuch. Addison-Wesley, München 2005, ISBN 3-8273-2265-0.
- Access & VBA – VBA-Know-how für die professionelle & effiziente Programmierung. Haufe, Freiburg im Breisgau 2006, ISBN 978-3-8092-1881-4.
- VBA mit Access. Franzis, Poing 2007, ISBN 978-3-7723-7220-9.
- Access 2007 – das Grundlagenbuch für Entwickler. Addison-Wesley, München 2007, ISBN 978-3-8273-2460-3.
- Access 2007 – Umstieg mit Praxisbeispiel. Haufe, Freiburg im Breisgau 2008, ISBN 978-3-8092-2150-0.
- Access 2007 – das Praxisbuch für Entwickler. Addison-Wesley, München 2008, ISBN 978-3-8273-2734-5.
- Access 2010 – das Grundlagenbuch für Entwickler. Addison-Wesley, München 2011, ISBN 978-3-8273-2950-9.
- Anwendungen entwickeln mit Access – Kunden, Artikel, Bestellungen und Kommunikation verwalten mit Access 2007 und 2010. Minhorst, Duisburg 2012, ISBN 978-3-944216-00-3.
- Access und SQL-Server – Migration und Erstellung von Mehrbenutzeranwendungen mit Access 2007-2013 und SQL-Server 2012. Minhorst, Duisburg 2013, ISBN 978-3-944216-01-0.